# Jacques Couture
Pour les articles homonymes, voir Couture (homonymie).
Jacques Couture, né le 23 novembre 1929 à Québec et mort le 10 août 1995 à Saint-Jérôme, est un prêtre et homme politique québécois.
Jésuite engagé, il s'est fait connaître à partir des années 1960 par son action dans les milieux ouvriers montréalais. Membre fondateur de nombreux organismes d'entraide pour les familles et les travailleurs, son engagement social le conduit à faire le saut en politique dans les années 1970. Il est candidat pour le Rassemblement des citoyens de Montréal (RCM) à la mairie de la ville lors des élections de 1974.
Il poursuit son engagement au sein du Parti québécois en 1976. Ministre du Travail et de l'Immigration dans le gouvernement de René Lévesque, il a contribué à l'adoption de la première loi anti-briseurs de grève en Amérique du Nord. Il est aussi le cosignataire de l'entente Cullen-Couture, définissant les pouvoirs du Québec en matière d'immigration et d'intégration des nouveaux arrivants. Il est également connu pour avoir organisé la mobilisation pour accueillir au Québec les premiers réfugiés du Viêt Nam.
En 1981, il quitte la politique et revient à la vie religieuse. Il s'installe sur l'île de Madagascar et organise la mise sur pied d'un ensemble d'organismes d'aide au développement dans la capitale Tananarive. La maladie le force toutefois à revenir au Québec, au début des années 1990.

## Biographie

### Jeunesse

#### Famille
Jacques Couture vient au monde à Québec, dans une famille bourgeoise. Il est le cinquième de sept enfants nés de Joseph-Ubald Couture (1897-1992), haut fonctionnaire, et de son épouse Irène Marcoux.
Sympathisant libéral, son père est membre du personnel de bureau de plusieurs premiers ministres, dont Louis-Alexandre Taschereau, Adélard Godbout et Jean Lesage. Il est également chef du protocole pour le gouvernement du Québec, entre autres lors des conférences de Québec en 1943 et 1944,.
Son frère Jean (1924-2016) est un médecin. Il a été directeur du département de chirurgie de l'Université Laval et président du Collège Royal des médecins et chirurgiens du Canada.

#### Formation sociale et politique

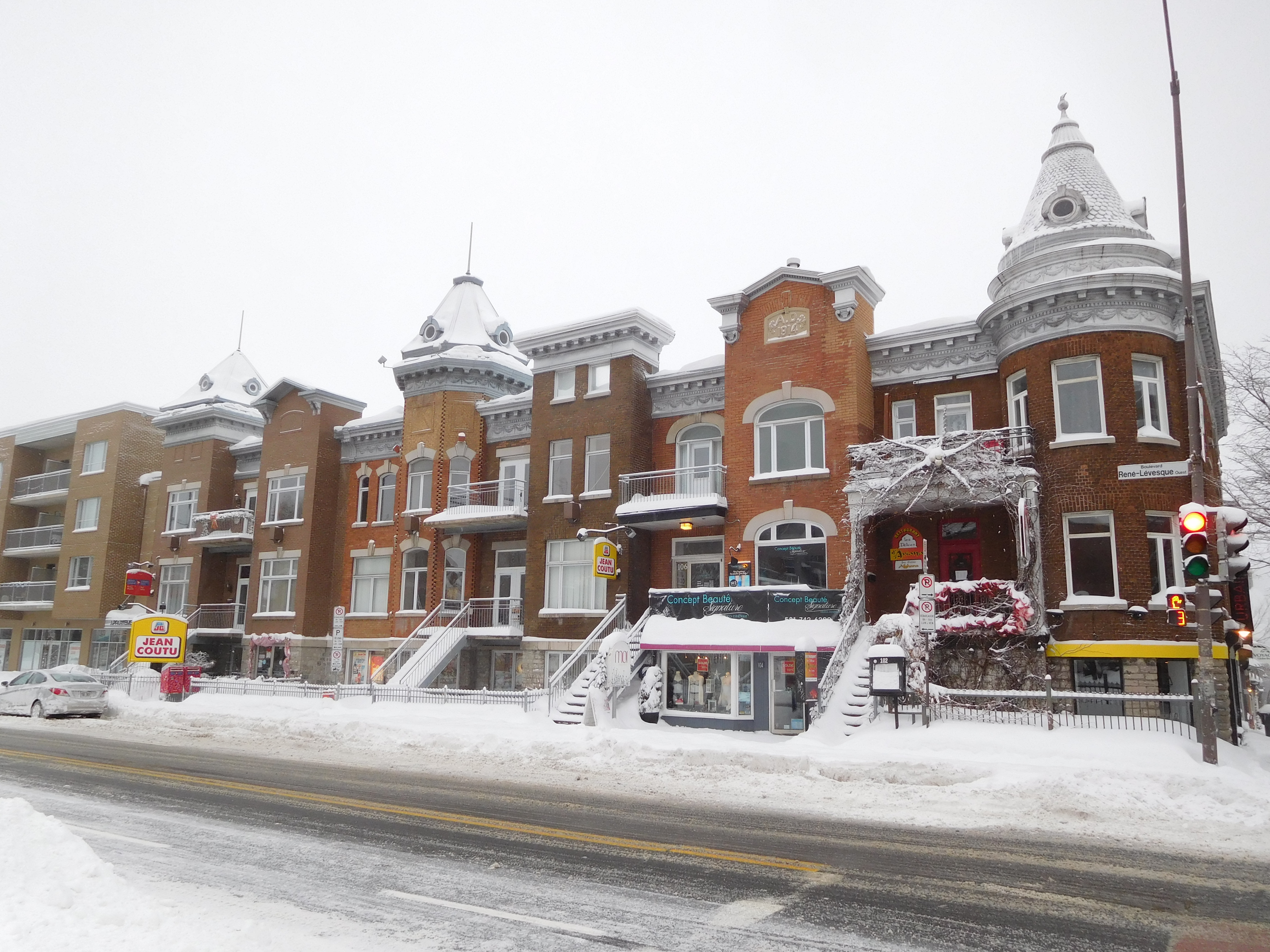
Le quartier Montcalm aujourd'hui (anciennement Belvédère).

Il grandit dans le quartier Belvédère (aujourd’hui Montcalm) de la haute-ville de Québec. En 1943, il entre au Collège Saint-Charles-Garnier pour y faire son cours classique. Cette éducation catholique l'influence très tôt dans ses choix de vie. Attiré par les mouvements d'action catholique et par le personnalisme, il est animé par un sincère désir d'aider son prochain. Il s'engage ainsi dans le scoutisme, la ligue missionnaire des étudiants et la congrégation mariale de son collège.
Bien qu'il soit animé par une grande foi, il est également intéressé par la politique. À la même époque, le Québec est plongé dans une crise politique à la suite du plébiscite du printemps de 1942 ayant rendu le service militaire obligatoire au Canada, malgré l'opposition d'une grande majorité de Québécois. En réaction, un groupe de gens fonde le Bloc populaire, un nouveau parti politique visant à défendre les droits des citoyens face au gouvernement canadien. Jacques Couture trouve dans ce parti une continuité avec son engagement spirituel. Il y milite et distribue notamment des tracts pour le candidat Alfred Rouleau lors des élections de 1944.
Sa conscience sociale est mise à l'épreuve pour la première fois alors qu'il a 15 ans. À la veille de Noël, il se rend dans le quartier populaire de Saint-Roch pour offrir des paniers de provisions aux résidents. Cette expérience (qu'il qualifiera plus tard de « tourisme social ») l'amène à s'interroger sur le sens véritable de la charité et de l'altruisme. Il finit par s'indigner de voir que sous cette forme de générosité bien intentionnée se cachait une forme d'hypocrisie : le don ponctuel pouvait donner la paix d'esprit aux gens de son milieu, mais il ne faisait pas grand-chose pour ceux qui n'avaient pas sa chance et qui voulaient s'en sortir. Comme il le résume dans ses mots : « Nous descendions sous le cap visiter les pauvres de Saint-Roch, puis remontions ensuite réveillonner dans la haute-ville […]. Alors j'ai compris que quelque chose ne marchait pas. Nous ne proposions aucune solution. Nous nous donnions bonne conscience en nous occupant de nos pauvres, une fois par quinze jours ». Cette prise de conscience fait naître en lui une vocation : changer le monde en aidant les pauvres à s'épanouir.

### Vocation religieuse
Jacques Couture termine son cours classique en 1951. Toujours attiré par la politique, en septembre de la même année, il s'inscrit en droit à l'Université Laval. Son but est alors de devenir avocat pour les travailleurs du quartier Saint-Roch. À l'université, il participe à la fondation d'une association étudiante du CCF. Toutefois, il se trouve vite déçu par « l'aspect frivole de la vie d'étudiant en droit ». En 1953, alors qu'il prépare ses examens, il demande l'hospitalité d'une maison jésuite pour étudier. Au bout de quatre jours, lors d'une messe, il est illuminé par une lecture de l'Évangile. Déjà intéressé par l'idéalisme chrétien que représentait pour lui l'ordre des jésuites, cette illumination le mène à abandonner ses études de droit et à intégrer la communauté religieuse. Il y fait son entrée le 5 janvier 1954.
Au cours des années suivantes, Jacques Couture se consacre à l’étude religieuse afin de recevoir l’ordination. Il étudie au noviciat du Sault-au-Récollet à Montréal, puis poursuit une licence en philosophie au Collège Immaculée-Conception. En entrant chez les jésuites, le futur prêtre pose une condition : il souhaite œuvrer en Inde. Bien que cette condition soit acceptée par ses supérieurs, au moment de partir en mission, il apprend que l'Inde est réservée aux jésuites anglophones tandis que la Chine est réservée aux francophones. Ainsi, le 23 août 1959, il quitte Montréal et s'installe comme missionnaire stagiaire dans la ville de Hsinchu, sur l'île de Formose à Taïwan. L'expérience le marque durablement. En plus de lui permettre d'apprendre le chinois et de prendre goût à la culture et aux grandes civilisations asiatiques, ce voyage le sensibilise aux réalités du tiers-monde.
Au bout de dix-huit mois, il contracte une maladie qui le force à revenir au Québec. Rentré à Montréal le 8 janvier 1961, il décide alors de s'installer dans le quartier Saint-Henri. Après sa guérison, il poursuit et complète sa licence en théologie et se fait ordonner prêtre le 18 juin 1964.

#### Installation dans Saint-Henri

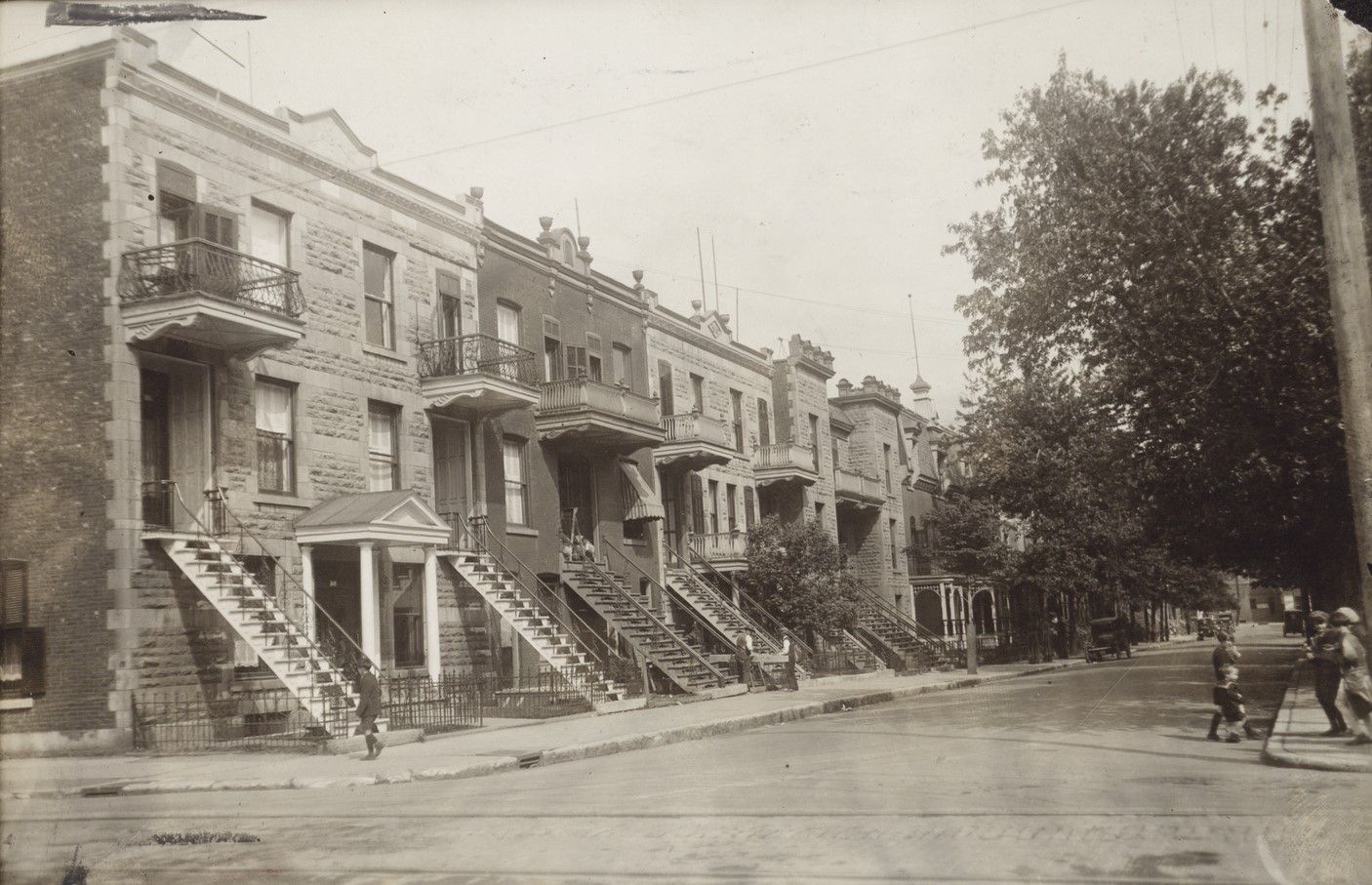
Le quartier Saint-Henri à Montréal.

En 1964, Saint-Henri est un quartier laissé-pour-compte. Socialement homogène, composé largement de francophones catholiques, il est cependant négligé par les autorités. La distance entre l'Église (vue comme embourgeoisée) et les gens du quartier se fait bien sentir. À son arrivée, Jacques Couture y trouve donc une population méfiante et peu intéressée par son discours. Afin de s'intégrer à son quartier, il adopte une approche qui lui permettra de mieux agir de l'intérieur (et de mettre en application les transformations souhaitées par l'Église, dans la foulée du concile Vatican II). Ainsi, au lieu de vivre comme les curés traditionnels, il décide de s'installer parmi les pauvres et les ouvriers du quartier et partager leur quotidien. Cette intention de vivre leur vie, même si elle est souvent pénible, lui semble indispensable à sa mission (comme il l'écrit à son supérieur) : « Notre but serait avant tout de “présence” dans un milieu donné, adoptant le mode de vie, partageant les mêmes conditions. En même temps, l’occasion de connaître très concrètement l’existence parfois pénible de quantité de gens auxquels est destiné l’Évangile du Christ : “évangéliser les pauvres” ».
Suivant cette logique de vouloir vivre parmi les pauvres, puisqu'il ne reçoit aucun fond des Jésuites en tant que prêtre, le père Couture décide de se trouver un emploi pour gagner sa vie. Il travaille d'abord comme livreur pour les supermarchés Steinberg, puis comme ouvrier dans une usine de métal de 1965 à 1968,. Il devient ainsi le premier jésuite québécois à s'installer parmi ses paroissiens comme prêtre ouvrier. Sincère, il refuse que ce choix soit interprété comme une manière de se grandir aux yeux des autres : « Je ne veux pas être un mythe [...] ni jouer les héros. Il n'est pas extraordinaire d'être prêtre ouvrier. C'est la logique de l'engagement ».

#### Action communautaire
Tout en travaillant, Jacques Couture participe à la création d'un « comité diocésain permanent pour la pastorale en milieu ouvrier afin de faire de la recherche et proposer des moyens de renouveler la présence cléricale en milieu ouvrier et populaire ». Il met ensuite sur pied des rencontres, à travers le Groupement familial ouvrier (GFO) pour organiser des loisirs. Il confonde également un comité d'action politique avec des citoyens de Saint-Henri et devient le rédacteur principal de son journal L'Opinion ouvrière.
Ses efforts visent à conscientiser les ouvriers de Côte Saint-Paul, Ville-Émard, Lachine, Pointe Saint-Charles et du centre-ville, et à faire connaître leur réalité aux décideurs. Ils coïncident aussi avec une radicalisation du discours de gauche, dénonçant la politique conservatrice des gouvernements en place à l'époque. Toutefois, l'engagement politique de Jacques Couture lui mérite des reproches de ses supérieurs. Malgré ces reproches, le jésuite persiste dans son action. Ne reculant devant aucun obstacle, il se fait même arrêter par la police lors de l'émeute de la Saint-Jean-Baptiste le 24 juin 1968.
Après un séjour à Paris, il revient à Montréal et commence à collaborer au journal La Voix populaire en 1969. Ayant perdu son emploi à la suite d'un accident de travail en février 1970, il se retrouve au chômage durant quelques mois. Il finit par se trouver un nouvel emploi dans un centre de main-d'œuvre à Saint-Henri. Cette expérience de fonctionnaire lui permet d'entrer en contact avec des milieux industriels et syndicaux. Ceux-ci l'aident à « mieux saisir la complexité sociale et à porter un meilleur jugement sur les solutions possibles ». Il fonde ensuite le Club de Rencontre et d'Information (CRI) de Saint-Henri, représentant les différents groupes ou comités de citoyens de Saint-Henri, Pointe Saint-Charles et Ville-Émard. Il fonde également la Maison des travailleurs (un secrétariat d'information pour les chômeurs et les assistés sociaux, offrant des services de garderie, une cafétéria, une salle de réunion, une salle de détente et un accès à des agents d'information) et participe à la mise sur pied le CLSC de Saint-Henri.

### Carrière politique

#### Groupe de réflexion et d'information politique
À la fin de 1973, Jacques Couture met sur pied le Groupe de réflexion et d'information politique (GRIP), un comité de citoyens visant à sensibiliser la population aux enjeux politiques du secteur et à l'aider à se faire entendre des décideurs. Ce groupe présente, le 13 mars 1974, un « discours du Trône des citoyens » proposant « la mise sur pied de coopératives de production et de consommation et une diminution du salaire des privilégiés, en commençant par les députés et les ministres », et réclamant enfin une augmentation du salaire minimum.
Cette pétition provoque un affrontement entre Jacques Couture et l'épiscopat québécois. Ce dernier refuse d'appuyer les demandes du GRIP. Le père jésuite dénonce le refus des évêques, en accusant l'Église de faire plus d'efforts pour lutter contre la légalisation de l'avortement que pour améliorer le sort des ouvriers,.

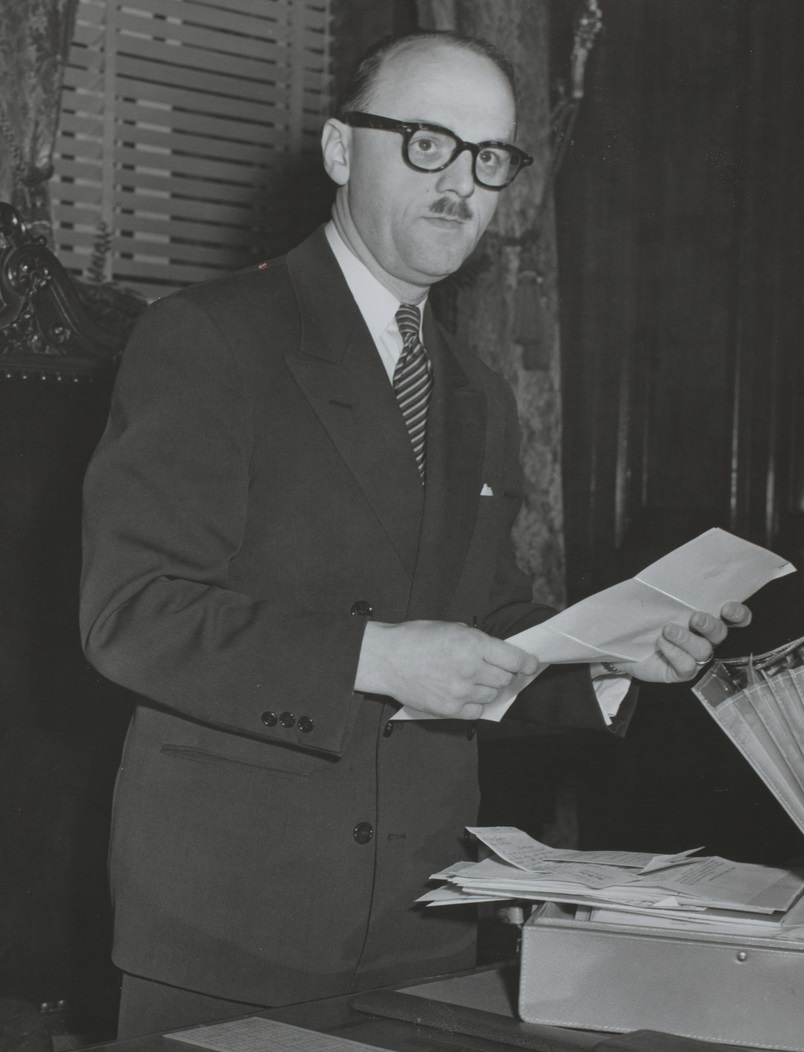
Jean Drapeau, maire de Montréal.

#### Candidat à la mairie de Montréal
L'activisme du père Couture l'amène à prendre la tête d'un mouvement de contestation du maire de Montréal. Jean Drapeau, qui régnait sans partage sur la métropole québécoise, était de plus en plus contesté, notamment à cause de la démolition de nombreux logements situés dans les quartiers populaires. Afin de fédérer tous les mouvements de contestation à l'endroit de cette administration, un nouveau parti politique municipal naît le 12 mai 1974 : le Rassemblement des citoyens de Montréal (RCM).
Créé à l'instigation des centrales syndicales, des militants du Parti québécois, du NPD-Québec et du Mouvement progressiste urbain (MPU), ce parti propose une série de mesures visant à aider les familles pauvres et les travailleurs (création de logements, aménagement de parcs pour enfants, accès au transport en commun, etc.), et à décentraliser le pouvoir municipal par la création de conseils de quartiers. Au départ, le RCM n'avait pas l'intention de présenter de candidats ailleurs qu'au niveau des conseils de quartier. Après des discussions internes, un congrès d'investiture est organisé pour choisir un candidat à la mairie. Le 10 octobre 1974, les membres du congrès choisissent Jacques Couture. Surpris par ce choix, il hésite à accepter. Toutefois, devant l'ampleur des encouragements provenant de tous ces milieux ouvriers et communautaires, Jacques Couture surmonte sa méfiance à l'égard des partis politiques et accepte la nomination du RCM.
Aux élections, le prêtre ouvrier se présente comme le candidat du « Montréal des petites patries, des quartiers, des communautés ethniques », « au service des personnes humaines » contre le « style [de Drapeau] de la grandeur, de la hauteur, et du béton [...] basé sur le clinquant, le spectaculaire, qui n'a rien à faire avec la qualité de vie des Montréalais ». Il dénonce l'administration sortante et « [s]es projets de grandeur qui ne profitent qu'à une classe privilégiée », tout en réclamant une démocratisation de l'administration de la métropole qui profiterait aux groupes défavorisés.
Les résultats de l'élection dépassent les attentes. Le 10 novembre 1974, Jacques Couture récolte 39 % des voix (106 217) contre 55 % (149 643) pour le maire Jean Drapeau. Bien qu'il ne soit pas élu maire, le RCM réussit à faire élire 18 conseillers sur 52.

#### Ministre du Travail et de l'Immigration
À l'approche des élections de l'automne 1976, René Lévesque entre en contact avec Jacques Couture. Impressionné par sa performance aux élections municipales de 1974, le chef du Parti québécois lui propose la candidature de la circonscription de Mercier, alors détenue par le premier ministre Robert Bourassa. Préférant rester en terrain connu dans son quartier de Saint-Henri, Jacques Couture accepte de se porter candidat à l'élection. Le 15 novembre 1976, il est élu député de Saint-Henri.
Lors de la formation du conseil des ministres, Jacques Couture est nommé ministre du Travail et de la Main d'œuvre et ministre de l'Immigration. Son passage à la tête du ministère du Travail et de la Main d'œuvre est marqué par des relations particulièrement difficiles avec le patronat québécois. Sensible aux demandes des ouvriers, il est à l'origine de deux augmentations significatives du salaire minimum au Québec en moins de six mois (de 2,87 $ à 3 $ l'heure, le 1er janvier 1977, puis à 3,15 $ le 3 juin 1977),. À la suite de plusieurs grèves ayant dégénéré à cause de l'embauche de travailleurs de remplacement,, Jacques Couture décide de présenter un projet de loi anti-briseurs de grève. Toutefois, face aux tensions culminantes entre le patronat et le gouvernement, René Lévesque retire le ministère du Travail et de la Main d'œuvre à Jacques Couture et le confie à Pierre Marc Johnson,.

#### Entente Cullen-Couture
En tant que ministre de l'Immigration, Jacques Couture est l'un des deux cosignataires (avec son homologue fédéral Bud Cullen) de l'entente Cullen-Couture. Signée le 20 février 1978 à la suite de longues négociations avec le gouvernement fédéral, cette entente constitue la première véritable politique d'immigration québécoise. En effet, elle reconnait au Québec pour la première fois le pouvoir de sélectionner les ressortissants étrangers qui s'établissent sur son territoire « de façon permanente ou temporaire […] compte tenu de sa spécificité française ». Une avancée majeure, elle permet au Québec de déterminer ses propres critères de sélection, selon ses besoins socioéconomiques, culturels ou démographiques. Après l'adoption de la Charte de la langue française, cette entente s'accompagne de mesures de francisation afin de mieux intégrer les nouveaux arrivants à la société,.
Dans la foulée de la signature de l'entente, le ministre Couture joue un rôle central dans le mouvement d'accueil des boat-people. À cette époque, de nombreux ressortissants du Viêt Nam, du Cambodge et d'autres pays cherchent un refuge, loin de la violence en Asie du Sud-Est. Bien au courant de la situation de ces populations, Jacques Couture se sent interpellé par leur sort. À la suite de l'adoption de la loi 77 (permettant de régulariser le statut des réfugiés installés au Québec), il tient à ce que l'État québécois assure désormais une partie de l'accueil des ressortissants. Mobilisant les Églises, ainsi que plus de 518 mouvements philanthropiques et regroupements de citoyens répartis dans 215 municipalités, Jacques Couture crée un programme de parrainage pour ces réfugiés. Entre juillet 1979 et mars 1981, les familles québécoises accueillent plus de 7 847 réfugiés.
En 1980, après avoir visité des camps de réfugiés en Thaïlande pour voir à la bonne marche du processus de parrainage, Jacques Couture pose un autre geste important pour les réfugiés. Préoccupé par le sort d'un bon nombre d'Haïtiens ayant fui la dictature pour s'installer au Québec, il décide d'émettre aux ressortissants présents sur le territoire depuis un certain temps des Certificats de sélection du Québec, leur permettant de s’établir durablement au Québec. Ce geste permet à plus de 4 300 réfugiés haïtiens de s'ancrer de façon durable en sol québécois.

En 1980, Jacques Couture milite pour le OUI.

#### Démission
À la suite de l'échec référendaire du 20 mai 1980, Jacques Couture remet en question sa carrière politique. Après une longue réflexion, il choisit de quitter le conseil des ministres le 5 novembre 1980, puis son siège de député le 30 janvier 1981.

### Retour à la prêtrise

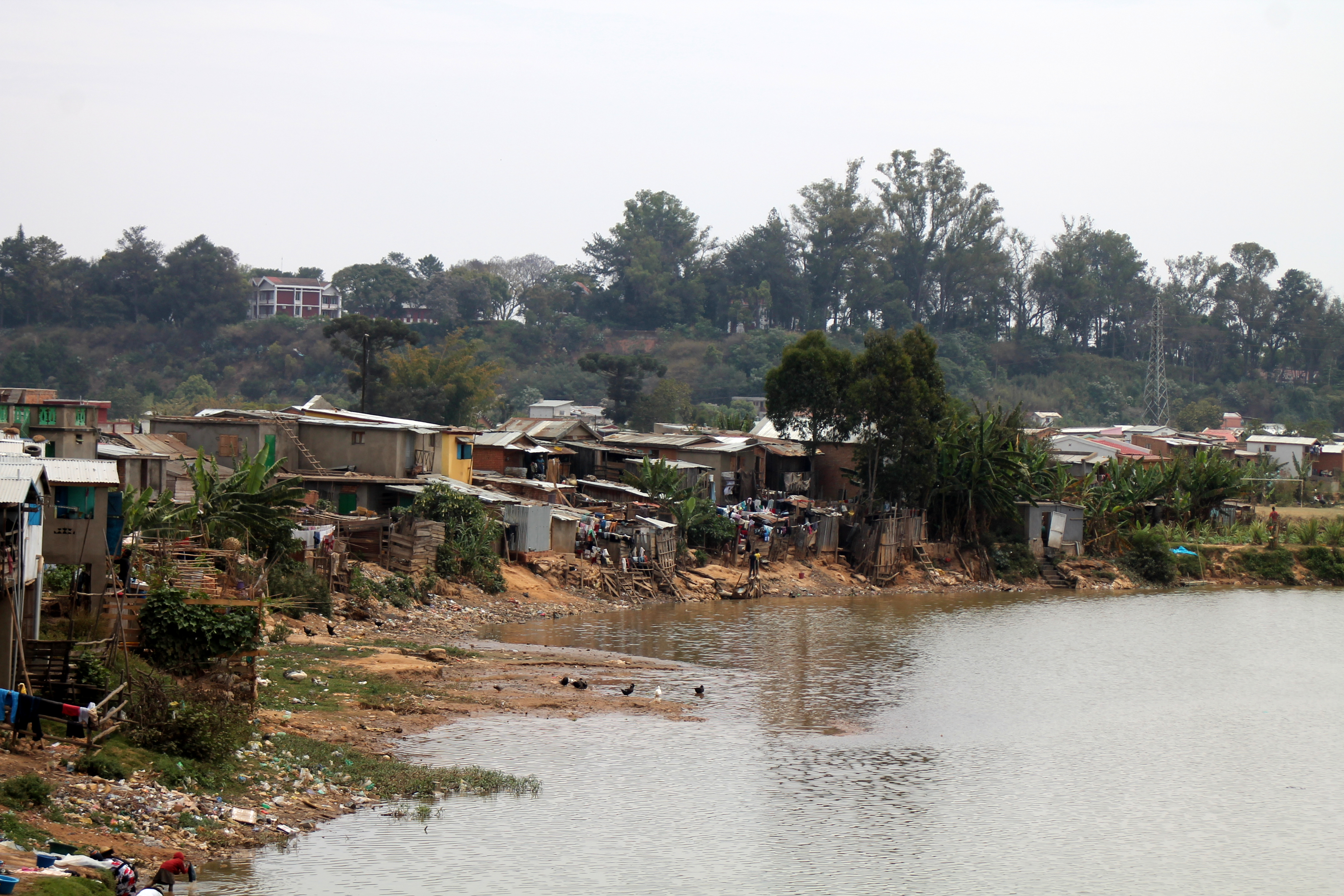
Tananarive, Madagascar.

De retour à la vie religieuse, Jaques Couture voit une nouvelle occasion d'aider son prochain lorsque Pedro Arrupe, supérieur général des Jésuites du Québec, l'informe de la situation du quartier d'Andohatapenaka, l'un des plus pauvres de Tananarive, capitale de Madagascar.
Ayant pris la mesure des enjeux de développement dans le tiers monde durant son passage à la tête du ministère de l'Immigration, Jacques Couture est aussitôt attiré par l'idée de pouvoir faire une différence dans ce coin du monde. Le jésuite décide de quitter Saint-Henri et de s'installer dans la capitale malgache en 1982. Sur place, il y découvre un dénuement sans aucune mesure avec ce qu'il avait connu dans les quartiers ouvriers de la métropole québécoise ou dans la basse-ville de Québec. Andohatapenaka est un quartier régulièrement inondé et insalubre, et la criminalité y est omniprésente.
Suivant la même approche qu'à Saint-Henri (ancrée dans la spiritualité ignatienne), Jacques Couture choisit de vivre parmi les gens qu'il veut aider. Il apprend la langue malgache et découvre la culture et les valeurs du milieu. Développant une grande complicité avec sa communauté d'adoption, il s'entoure rapidement de collaborateurs fidèles. Prenant une part active aux efforts locaux, il participe à la création du Conseil de développement d'Andohatapenaka (CDA), un organisme communautaire coordonnant les services d'entraide collective, d'éducation, de santé, de réinsertion sociale des jeunes contrevenants et de coopératives de production. Reconnu comme organisation sans but lucratif en juin 1987, le CDA organise des levées de fonds, distribue de la nourriture et des médicaments, et aide la population éprouvée à rebâtir sa communauté par la construction de ponts, de maisons et par la création d'emplois locaux.
Cette « démarche de développement à la mesure des gens », comme il la décrit à un journaliste québécois en 1990, lui valent l'estime et l'admiration de ses nouveaux concitoyens. En reconnaissance, ceux-ci lui donnent le surnom de « Rakoutoumalala »; Jacques le bien-aimé.

### Dernières années
En 1988, Jacques Couture a des problèmes de santé. Les conditions de vie difficiles dans le quartier qu'il habite au Madagascar lui font développer une forme de maladie pulmonaire. Les symptômes sont d'une gravité telle qu'il se voit forcé de revenir au Québec pour suivre des traitements. Profitant de son passage au Québec, il incite les gouvernements à mettre en place une politique nataliste. Il réclame également de meilleures politiques pour accueillir et intégrer les nouveaux arrivants. Il plaide ainsi en faveur de la création de deux nouveaux ministères québécois : l'un de la Population et l'autre de la Coopération internationale,.
Malgré ses traitements, son état de santé s'aggrave à partir de 1992. Atteint d'une forme de fibrose kystique pulmonaire, son affaiblissement le contraint à quitter Andohatapenaka pour revenir s'installer définitivement au Québec en avril 1995.

Jacques Couture meurt à la Maison des Jésuites de Saint-Jérôme, le 10 août 1995, à l'âge de 65 ans. 

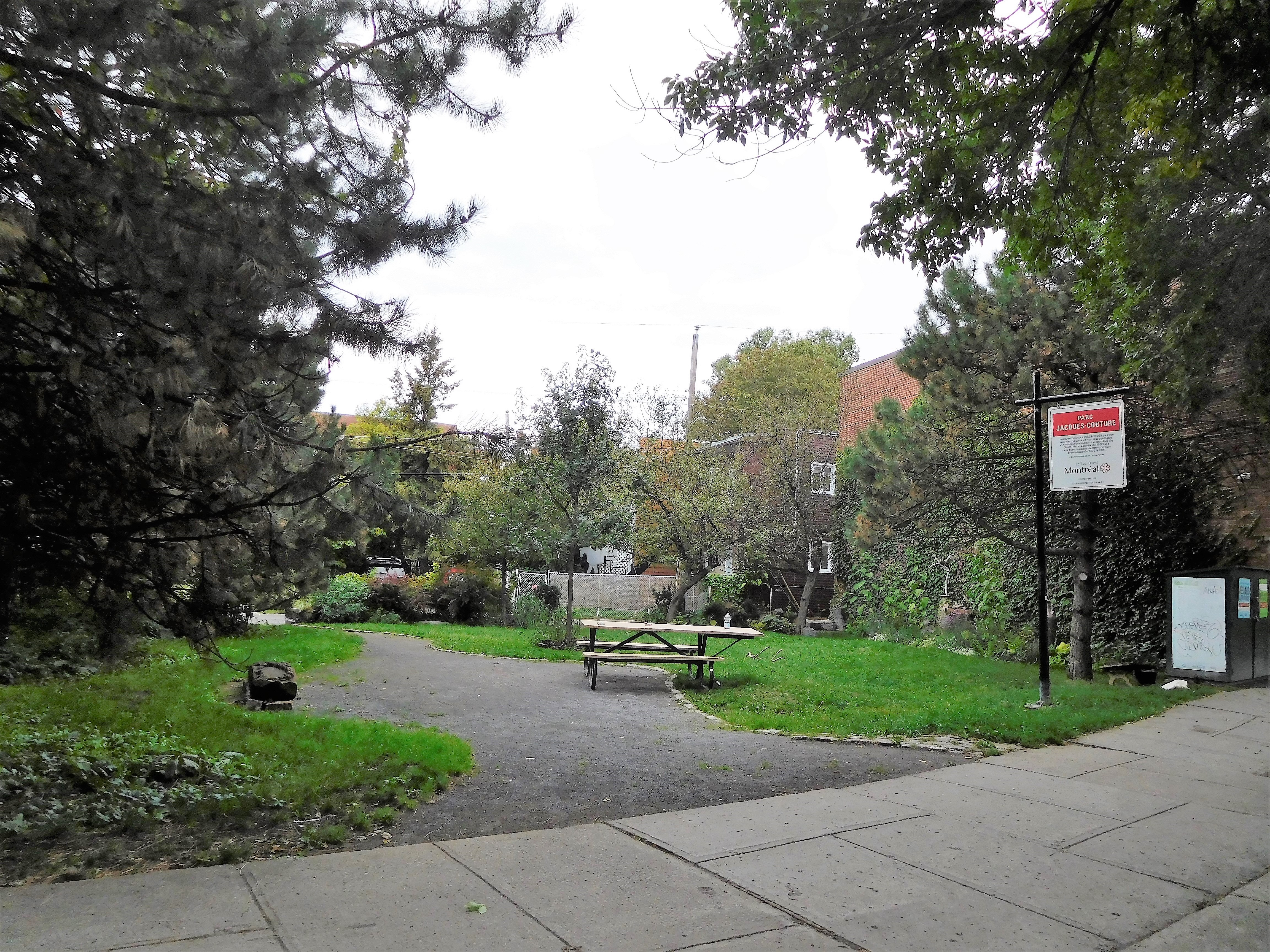
Le parc Jacques-Couture
à Saint-Henri.

## Héritage
En 2017, l’Institut Jacques-Couture est fondé. Sa mission est l’étude des initiatives innovantes en matière d'accueil et d’échange. Depuis 2019, la TÉLUQ décerne le Prix Jacques-Couture soulignant « la contribution exceptionnelle d'un Québécois ou d'une Québécoise qui, par son travail, son engagement ou ses publications, a permis de mieux faire connaître le Québec aux nouveaux arrivants ou qui a permis aux gens d'ici de mieux comprendre le monde dans lequel ils vivent ».
Un parc à sa mémoire est aménagé près de l’intersection de la rue Notre-Dame Ouest et de la rue Saint-Rémi dans le quartier Saint-Henri de Montréal. La ville de Montréal le décrit comme « un lieu privilégié pour se détendre ».